# 鮑爾恩湖
52°47′43.1″N 13°33′27″E / 52.795306°N 13.55750°E
鮑爾恩湖（德語：Bauersee），是德國的湖泊，位於該國東北部，由勃蘭登堡州負責管轄，處於萬德利茨，形成於冰河時期，面積0.16平方公里，海拔高度34米，平均水深4米。